# Родригес, Виктория
Мария Виктория Родригес Лопес (исп. María Victoria Rodríguez López; род. 1 апреля 1991, в Неукене) — аргентинская роликобежка и конькобежка, участница зимних Олимпийских игр 2022 года. Шестикратная призёр чемпионатов мира в роликобежном спорте.

## Биография
Виктория Родригес начала заниматься спортом в возрасте 8 лет. С детства она проводила много времени со своей бабушкой, так как её родители работали. Именно бабушка увидела первые шаги Виктории на льду. В школе её даже взяли в секцию фигурного катания, но там Виктории не понравилось, ей хотелось скорости. В возрасте 11 лет она участвовала в гонках среди взрослых, где побеждала девушек 18 лет.

В 2006 году Родригес завоевала первую бронзовую медаль в беге на 500 м на чемпионате мира по роликобежному спорту в Корее, а в 2007 году в Кали, могла выиграть "золото", но в спорном моменте заняла 2-е место. Следующие 2 года Виктория выиграла ещё три медали, два серебра и бронзу. В 2012 году на чемпионате мира в итальянском Асколи завоевала золотую медаль в финале дистанции 200 метров на время, но в марте 2013 года из-за врачебной ошибки она перенесла дисквалификацию из-за положительной допинг-пробы, что на 2 года отстранило её от катания.
В 2017 году Родригес переехала в США для тренировок в конькобежном спорте с целью участия в олимпиаде. В 2018 году она дебютировала на Кубке мира и на чемпионате мира в Херенвене и заняла 25-е место в многоборье. Через год на чемпионате четырёх континентов в Милуоки заняла 7-е место на дистанции 500 м. 
После года перерыва от пандемии коронавируса, в декабре 2021 года Родригес установила рекорд Аргентины и Южной Америки на этапе Кубка мира в Солт-Лейк-Сити со временем 38,35 сек. В начале 2022 года вновь участвовала на чемпионате четырёх континентов в Калгари и завоевала бронзовую медаль в забеге на 500 м и заняла 5-е место на дистанции 1000 м. На зимних Олимпийских играх в Пекине Родригес заняла 30-е место на дистанции 500 м, а в масс-старте была дисквалифицирована в полуфинале. Она стала первой аргентинской конькобежкой, выступившей на Олимпийских играх.